# 宮崎県道26号宮崎須木線
宮崎県道26号宮崎須木線（みやざきけんどう26ごう みやざきすきせん）は、宮崎県宮崎市から小林市に至る県道（主要地方道）である。

## 概要
宮崎市橘通西1丁目から東諸県郡国富町・東諸県郡綾町を経由して、小林市須木下田に至る。ほとんどの区間が大淀川と支流の本庄川（綾南川）に沿う。
宮崎市役所前を起点とし、大淀川や支流の本庄川の左岸（北側）に沿うかたちで国富町、綾町の各中心部を通過する。宮崎市 - 東諸県郡綾町間は宮崎市の主要路線である国道220号（橘通り）や国道10号（高千穂通り）を連結することもあり、交通量の多い区間となる。
宮崎市と東諸県郡綾町を結ぶ路線としては他に宮崎県道17号南俣宮崎線があり、こちらは大淀川・本庄川の右岸（南側）に沿う路線となる。
東諸県郡綾町 - 小林市間は綾の照葉樹林を綾南川（本庄川の別名）に沿うかたちで横断する。綾南川がV字谷であり、綾の照葉樹林が九州中央山地国定公園に指定されていることから道路整備が困難な区間であるが、照葉大吊橋までは改良工事により2車線道路に整備されている。

### 路線データ
- 起点：宮崎県宮崎市橘通西1丁目（市役所前交差点、国道220号交点）
- 終点：宮崎県小林市須木下田（国道265号交点）
- 総延長：約51.6 km[注釈 1]

## 歴史
- 1959年（昭和34年）6月1日 - 宮崎県告示第226号[1]により路線認定される。当時の整理番号は22。
- 1993年（平成5年）5月11日 - 建設省から、県道宮崎須木線が宮崎須木線として主要地方道に指定される[2]。

## 路線状況

### 道路施設

#### 橋梁
- 祇園橋（小松川、宮崎市）
- 瓜生野橋（瓜生野川、宮崎市）
- 太田原橋（深年川、東諸県郡国富町）
- 永福橋（森永川、東諸県郡国富町）
- 川久保橋（綾北川、東諸県郡国富町 - 東諸県郡綾町）
- 郷鴫（ごうしき）橋（耶治川、東諸県郡綾町）
- 上畑橋（本庄川、東諸県郡綾町）

#### トンネル
起点から
- 小野隧道：延長187 m、1955年（昭和30年）竣工、小林市
- 麓隧道：延長326 m、1997年（平成9年）竣工、小林市

## 地理

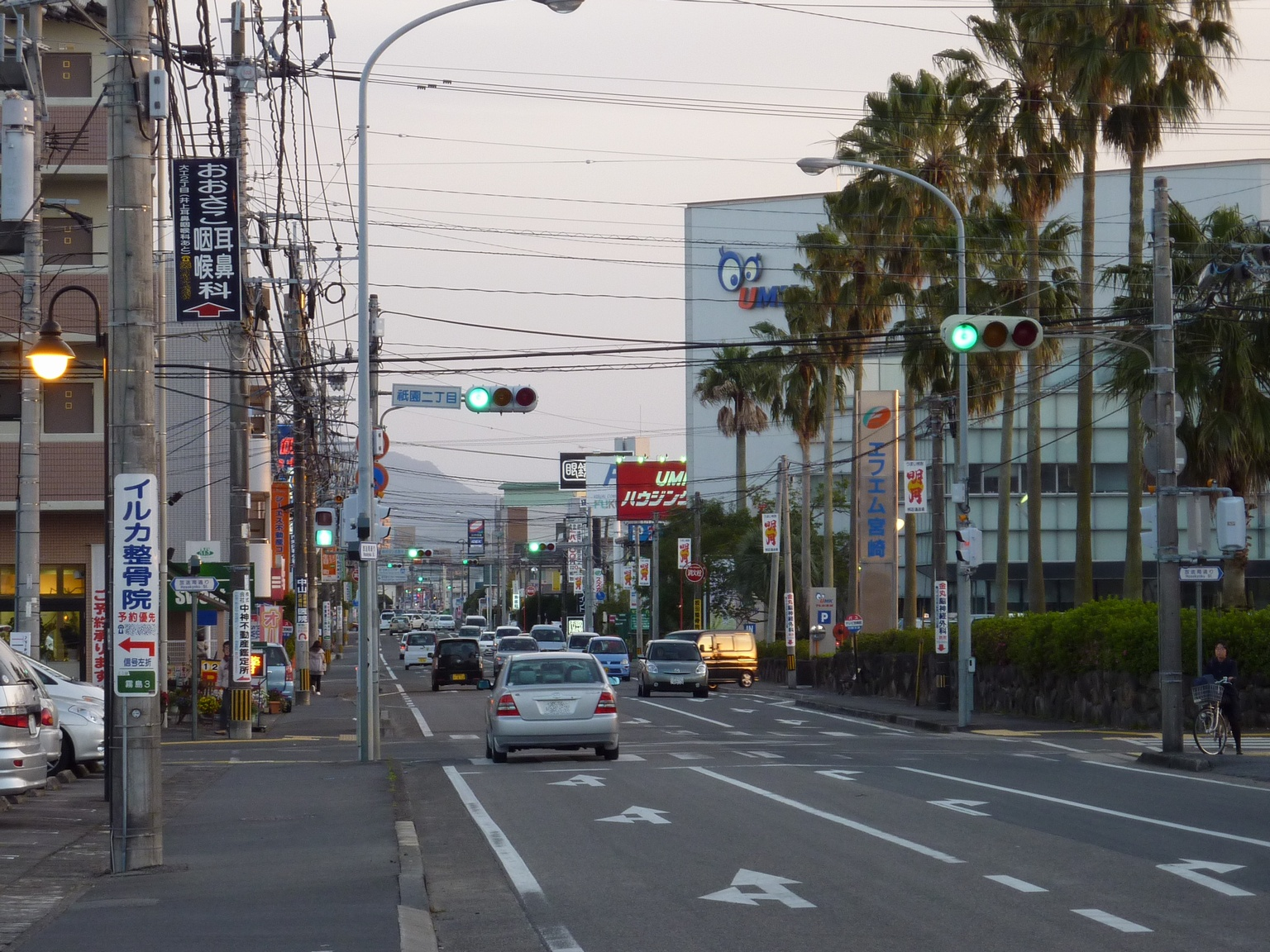
宮崎市内（霧島・祇園）

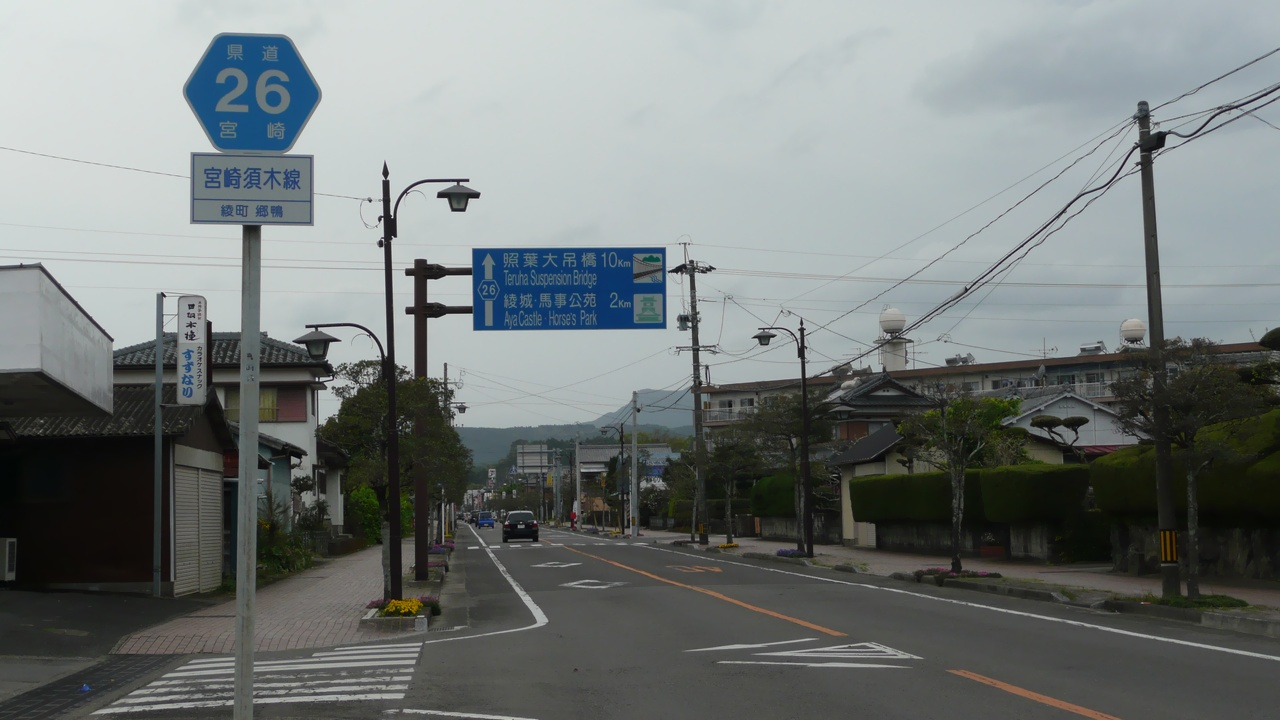
綾市街地

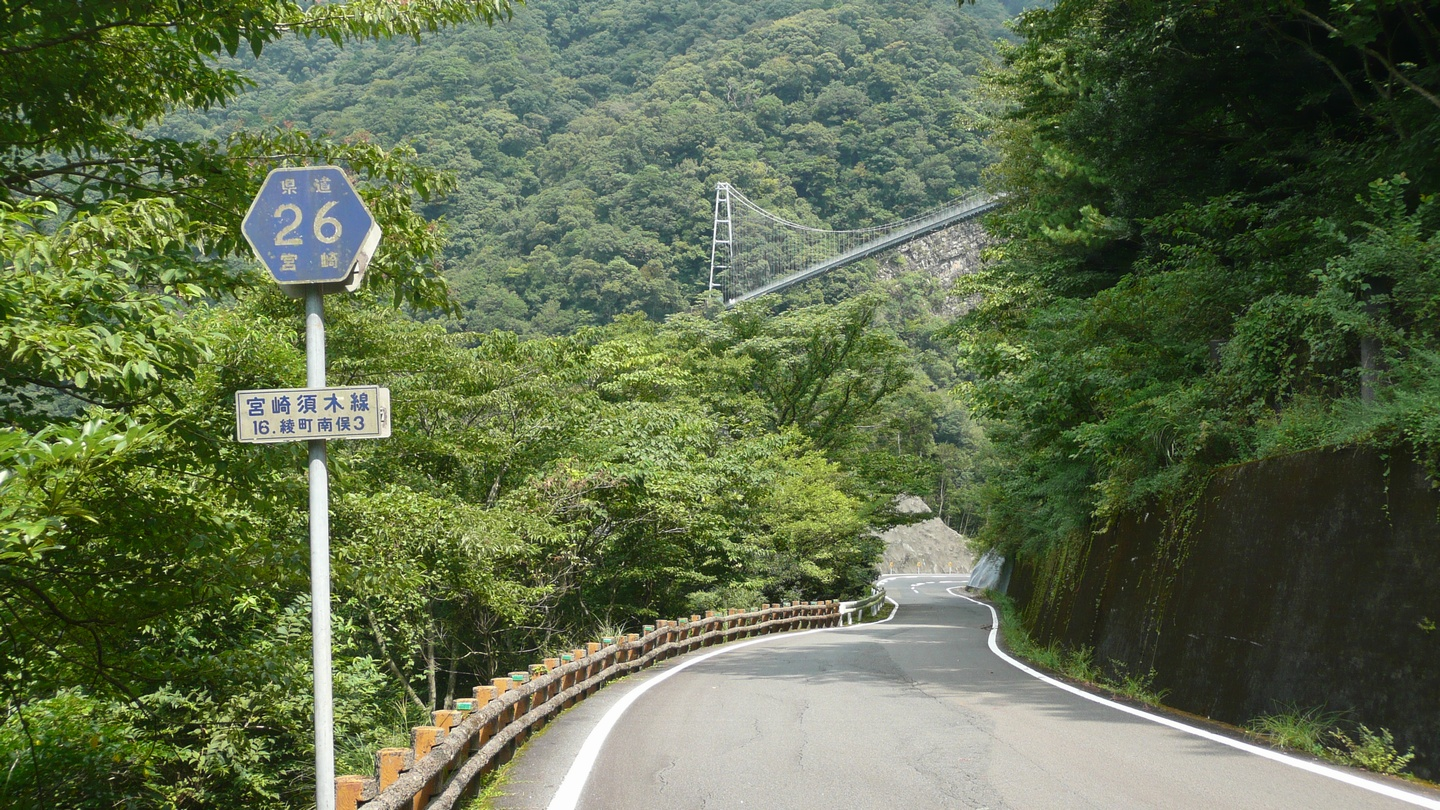
綾町南俣（画像右上の橋は照葉大吊橋）

### 通過する自治体
- 宮崎市
- 東諸県郡国富町
- 東諸県郡綾町
- 小林市

### 交差する道路
| 交差する道路                         | 市町村名 | 市町村名 | 交差する場所 | 交差する場所                 |
| ------------------------------------ | -------- | -------- | ------------ | ---------------------------- |
| 国道220号 / 橘通り 国道448号 重複    | 宮崎市   | 宮崎市   | 橘通西1丁目  | 市役所前交差点 / 起点        |
| 国道269号 / 天満バイパス             | 宮崎市   | 宮崎市   | 松橋2丁目    | 松橋交差点                   |
| 国道10号 / 高千穂通り                | 宮崎市   | 宮崎市   | 大橋2丁目    | 大工町交差点                 |
| 宮崎県道333号下北方古墳線 / 内環状線 | 宮崎市   | 宮崎市   | 霧島5丁目    | 平和台大橋東詰交差点         |
| 宮崎県道363号綾宮崎自転車道線        | 宮崎市   | 宮崎市   | 祇園4丁目    |                              |
| 宮崎県道9号宮崎西環状線 / 外環状線   | 宮崎市   | 宮崎市   | 大字瓜生野   | 相生橋北詰交差点             |
| 宮崎県道363号綾宮崎自転車道線        | 宮崎市   | 宮崎市   | 大字瓜生野   |                              |
| 宮崎県道352号野首麓線                | 宮崎市   | 宮崎市   | 大字瓜生野   | 野首交差点                   |
| E10 東九州自動車道                   | 東諸県郡 | 国富町   | 大字岩知野   | 28-1 国富SIC                 |
| 宮崎県道14号佐土原国富線             | 東諸県郡 | 国富町   | 大字木脇     |                              |
| 宮崎県道351号木脇高岡線              | 東諸県郡 | 国富町   | 大字木脇     |                              |
| 宮崎県道24号高鍋高岡線               | 東諸県郡 | 国富町   | 大字本庄     | [ 注釈 2 ]                   |
| 宮崎県道356号法ヶ岳本庄線            | 東諸県郡 | 国富町   | 大字本庄     |                              |
| 宮崎県道363号綾宮崎自転車道線        | 東諸県郡 | 国富町   | 大字森永     |                              |
| 宮崎県道17号南俣宮崎線               | 東諸県郡 | 綾町     | 大字南俣     | 郷鴫（ごうしき）橋東詰交差点 |
| 宮崎県道40号都農綾線                 | 東諸県郡 | 綾町     | 大字南俣     | 綾町郷鴫交差点               |
| 宮崎県道360号田代八重綾線            | 東諸県郡 | 綾町     | 大字南俣     | 綾町役場前交差点             |
| 宮崎県道357号田の平綾線              | 東諸県郡 | 綾町     | 大字南俣     | 綾町揚交差点                 |
| 国道265号                            | 小林市   | 小林市   | 須木下田     | 終点                         |

### 沿線
- 宮崎市役所
- 宮崎県立宮崎商業高等学校
- テレビ宮崎
- 宮崎市立瓜生野小学校
- 宮崎北警察署 瓜生野駐在所
- 高岡警察署 木脇駐在所
- 国富町立本庄小学校
- 国富町役場
- 綾町役場